# Горно-Тікичський
«Горно-Тікичський»  — орнітологічний заказник місцевого значення, втрачений об'єкт природно-заповідного фонду України.

## Розташування
Існував у Жашківському (став птахофабрики «Острожани» — 558 га., колгосп ім. Ватутіна — 549 га, радгосп Пугачівка — 103 га) та Монастирищенському (колгосп ім. Леніна — 350 га) районах Черкаської області.

## Пам'ятка
Оголошений рішенням Черкаського облвиконкому № 288 від 13 травня 1975.
Знаходився під охороною птахофабрики «Острожани», колгоспу ім. Ватутіна, радгоспу Пугачівка та колгоспу ім. Леніна Черкаської області.
Площа — 1560 га.
Виділена як єдине в області місце постійного гніздування сірих гусей. Різноманітна за видовим складом болотно-лугова рослинність, наявність важкодоступних островів створюють сприятливі умови для розмноження пернатої дичини. Крім того, тут знаходяться численні колонії крижнів, чомг, лисок, бекасів, свіязів, шилохвостів та інших видів птахів. під час перельотів тут зупиняються лебеді, журавлі, гагари. З іхтіофауни варто відзначити коропа, карасів, сомів, лящів.

## Скасування
Рішенням Черкаської обласної ради № 177 від 19 березня 1976 «Про приведення заповідних об'єктів природи у відповідність з новою класифікацією» заказник скасували. Скасування статусу відбулось без зазначення причини у рішенні обласної ради.